# Grammy Award for Best Gospel Vocal Performance, Female
Der Grammy Award for Best Gospel Vocal Performance, Female, auf Deutsch „Grammy-Auszeichnung für die beste weibliche Gospel-Gesangsdarbietung“, ist ein Musikpreis, der von 1984 bis 1990 von der amerikanischen Recording Academy im Bereich der Gospelmusik verliehen wurde.

## Geschichte und Hintergrund
Die seit 1959 verliehenen Grammy Awards werden jährlich in zahlreichen Kategorien von der Recording Academy in den Vereinigten Staaten vergeben, um künstlerische Leistung, technische Kompetenz und hervorragende Gesamtleistung ohne Rücksicht auf die Album-Verkäufe oder Chart-Position zu würdigen.
Eine dieser Kategorien ist der Grammy Award for Best Gospel Vocal Performance, Female. Der Preis wurde von 1984 bis 1990 vergeben. Von 1984 bis 1989 hatte der Preis die Bezeichnung Grammy Award for Best Gospel Performance, Female.

## Gewinner und Nominierte
| Jahr | Gewinner         | Nationalität       | Werk              | Nominierte | Bild des/der Gewinner(s) |
| ---- | ---------------- | ------------------ | ----------------- | --- | ------------------------ |
| 1984 | Amy Grant        | Vereinigte Staaten | Ageless Medley    | - Cynthia Clawson – Come Celebrate Jesus - Sandi Patty – The Gift Goes On - Michele Pillar – Reign On Me - Sheila Walsh – War of Love                                                 |                          |
| 1985 | Amy Grant        | Vereinigte Staaten | Angels            | - Debby Boone – Surrender - Sandi Patty – Songs From The Heart - Michele Pillar – Look Who Loves You Now - Kathy Troccoli – Heart And Soul                                            |                          |
| 1986 | Amy Grant        | Vereinigte Staaten | Unguarded         | - Debby Boone – Choose Life - Sandi Patty – Hymns Just For You - Sam Phillips – Black and White in a Grey World - Sheila Walsh – Don’t Hide Your Heart                                |                          |
| 1987 | Sandi Patty      | Vereinigte Staaten | Morning Like This | - Cynthia Clawson – Immortal - Teri DeSario – Voices In The Wind - Sheila Walsh – Shadowlands - Deniece Williams – So Glad I Know                                                     |                          |
| 1988 | Deniece Williams | Vereinigte Staaten | I Believe In You  | - Debby Boone – The Name Above All Names - Terri Gibbs – Turn Around - Debbie McClendon – Count It All Joy - Kathy Troccoli – Images                                                  |                          |
| 1989 | Amy Grant        | Vereinigte Staaten | Lead Me On        | - Margaret Becker – The Reckoning - Sandi Patty – Almighty God - Deniece Williams – Do You Hear What I Hear? - Delores Winans – Precious Is The Name                                  |                          |
| 1990 | CeCe Winans      | Vereinigte Staaten | Don’t Cry         | - Margaret Becker – Immigrant's Daughter - Debby Boone – Be Thou My Vision - Amy Grant – ’Tis So Sweet To Trust In Jesus - Sandi Patty – Forever Friends - Deniece Williams – Healing |                          |